# Triplophysa aluensis
Triplophysa aluensis är en fiskart som beskrevs av Li och Zhu 2000. Triplophysa aluensis ingår i släktet Triplophysa och familjen grönlingsfiskar. Inga underarter finns listade i Catalogue of Life.